# Ras Sheehama
Ras Sheehama (Onakayale, 1966) è un cantante, musicista e compositore namibiano di musica afro-reggae.
È uno dei musicisti namibiani di maggior successo. Il suo stile coniuga l'afro-reggae con elementi di musica latina, ed è fortemente centrato sulle sue doti vocali.

## Biografia
Sheehama nacque in Namibia, ma si trasferì in Angola ancora giovane, con la famiglia. A 15 anni si convertì al rastafarianesimo e iniziò a scrivere musica reggae. In seguito visse in Nigeria (dove affinò il proprio talento musicale) per poi tornare in Namibia nell'anno dell'indipendenza (1990). Da allora ha pubblicato si album e si è esibito dal vivo in numerosi pesi, inclusi Sudafrica, Germania, Gran Bretagna, Cuba, Portogallo, Francia e Svizzera. Il suo ultimo album, Travelling On, è stato registrato in Svizzera; il singolo Namibia è stato trasmesso da diverse emittenti radio europee.

## Discografia
- Kings Music (1991)
- Push and Pull (1992)
- Stricly Ras Sheehama (1995)
- Travelling (1996)
- Pure Love (2005)
- Travelling On (2006)